# Gelis maruyamensis
Gelis maruyamensis là một loài tò vò trong họ Ichneumonidae.